# Nortriptilina
La nortriptilina es un fármaco antidepresivo tricíclico de segunda generación.

## Indicaciones
Síndromes depresivos de diversas etiologías; la depresión mayor parece responder mejor que otros estados depresivos; depresión reactiva, distimia, coadyuvante de la terapéutica hormonal en el síndrome climatérico, arritmia ventricular, incontinencia urinaria.

## Farmacodinamia
Es un antidepresivo tricíclico cuyo mecanismo de acción es desconocido. Inhibe la recaptación de ciertos neurotransmisores, como la histamina, la serotonina y la acetilcolina, y aumenta el efecto presor de la noradrenalina, pero bloquea el de la feniletilamina.

## Efectos adversos
Son básicamente debidas a la acción anticolinérgica del fármaco: sequedad de boca, somnolencia, estreñimiento, retención urinaria, midriasis, insomnio. En caso de retiro brusco puede aparecer dolor de cabeza y malestar.

## Precauciones y advertencias
Puede provocar exacerbación de las psicosis de los pacientes esquizofrénicos. No debe administrarse en los primeros 3 meses del embarazo ni niños menores de 6 años, hasta no tener mayor información al respecto. Debido a su efecto anticolinérgico, emplearla con precaución en pacientes con glaucoma o hipertrofia de próstata o con trastornos cardiovasculares, hepáticos o renales severos y cuando se asocia con simpaticomiméticos.

## Interacciones medicamentosas
En pacientes medicados con IMAO es aconsejable dejar transcurrir por lo menos 2 semanas desde su interrupción, antes de iniciar el tratamiento con nortriptilina. Debe evitarse la ingestión simultánea de alcohol o drogas estimulantes del SNC. La cimetidina aumenta los niveles séricos de nortriptilina

## Contraindicaciones
Hipersensibilidad a otras benzodiazepinas. Período de recuperación del infarto agudo de miocardio. No debe administrarse simultáneamente con IMAO. Si se debe cambiar de un IMAO a nortriptilina o viceversa es necesario abandonar alguna de ellas dos semanas antes de recibir la otra

## Sobredosificación
Puede provocar confusión, agitación, vómitos, rigidez muscular, hiperreflexia, taquicardia, shock, falla cardíaca congestiva, estupor, coma, convulsiones seguidas de depresión respiratoria. Debe ser instituido tratamiento de sostén; el uso de digitálicos puede ayudar en casos de insuficiencia cardiovascular o falla cardíaca. El diazepam actúa como anticonvulsivo con poco efecto sobre la depresión respiratoria.